# 孙芸生
孙芸生（1913年—1975年7月），男，直隶（今河北）故城人，中华人民共和国政治人物。

## 生平
孙芸生在聊城师范结业。1940年，参加革命，1946年7月，孙芸生加入中国共产党。1949年11月后随解放军南下。
1951年4月至1953年10月，任来宾县县长。1953年9月调任中共柳州市委企业部副部长、第二部长兼市工会联合会代主席。1954年6月至1967年春，任中共柳州市委常委、副书记、书记处书记。这期间曾兼任市委工业部部长。1956年12月，任柳州市人民委员会副市长。1959年1月至1967年春，连任柳州市三、四、五届市市长、中共柳州市委常委。分工领导城市建设工作。1957年，市政建设工程共完成大小工程64项，其中修建道路27条；建成区面积在解放初期基础上扩大了4倍；设计了城市近期和远景初步规划。1959年任市长后，孙组织发动解放军官兵数万人次建成了八一路、五一路、跃进路，扩建屏山大道、龙城路、北站路、解放北路、柳侯公园和飞鹅桥。任内，柳州城历史上第一座现代化公路桥——柳州公路大桥亦于1968年12月建成通车。
1958年开始的大跃进运动中，孙芸生负责领导工业规划和重点工程的布局和建设指挥。这一时期，尽管在经济建设中出现错误和困难，但柳州钢铁厂、柳州水泥厂、建筑机械厂、柳州动力机械厂、柳州电厂、柳州化肥厂等一些重点项目的建成，为柳州的工业发展打下了基础并积累了经验。在农田水利建设方面，郊区建成了一批中小型水库，改善了农业生产的水利条件。1959年1月，兼任中国人民政治协商会议柳州市第二届委员会副主席。1960年3月至1961年3月，地、市合并期间，马振东任市长。1961年7月，中共柳州市委恢复由广西区党委直辖，孙芸生返回柳州任职。1963年，孙芸生再次担任市长，期间带领一批企业的领导和科技干部，到上海学习企业管理、技术革新、技术革命的先进经验，从上海引进科技人才和先进技术。
文化大革命初期，1967年春，孙芸生被造反派非法夺权和关押。1973年7月恢复工作，担任中共柳州市委常委、市革委会副主任。1975年7月因病去世，终年62岁。

## 身后
1984年8月27日，中共广西壮族自治区委员会为孙芸生平反昭雪，恢复名誉。